# Temporada 1988 de las Grandes Ligas de Béisbol
La Temporada 1988 de las Grandes Ligas de Béisbol comenzó el 4 de abril y finalizó cuando Los Angeles Dodgers con la sorpresiva victoria sobre
Oakland Athletics, quienes habían ganado 104 juegos en la temporada regular, en la Serie Mundial. El momento más memorable de la serie se produjo en el primer partido, cuando el lesionado de los Dodgers Kirk Gibson conectó un Walk-off home run en
casa ante el cerrador de los Athletics Dennis Eckersley para ganar el partido. Los Dodgers ganaron la Serie en cinco juegos.

## Premios y honores
- MVP
  - José Canseco, Oakland Athletics (AL)
  - Kirk Gibson, Los Angeles Dodgers (NL)
- Premio Cy Young
  - Frank Viola, Minnesota Twins (AL)
  - Orel Hershiser, Los Angeles Dodgers (NL)
- Novato del año
  - Walt Weiss, Oakland Athletics (AL)
  - Chris Sabo, Cincinnati Reds (NL)
- Mánager del año
  - Tony La Russa, Oakland Athletics (AL)
  - Tommy Lasorda, Los Angeles Dodgers (NL)

## Temporada Regular
Liga Americana
| División Este     | División Este | División Este | División Este | División Este | División Este | División Este |
| Equipo            | V             | D             | CTE           | JD            | LOCAL         | VISITA        |
| ----------------- | ------------- | ------------- | ------------- | ------------- | ------------- | ------------- |
| Boston Red Sox    | 89            | 73            | 0.549         | —             | 53–28         | 36–45         |
| Detroit Tigers    | 88            | 74            | 0.543         | 1             | 50–31         | 38–43         |
| Milwaukee Brewers | 87            | 75            | 0.537         | 2             | 47–34         | 40–41         |
| Toronto Blue Jays | 87            | 75            | 0.537         | 2             | 45–36         | 42–39         |
| New York Yankees  | 85            | 76            | 0.528         | 3½            | 46–34         | 39–42         |
| Cleveland Indians | 78            | 84            | 0.481         | 11            | 44–37         | 34–47         |
| Baltimore Orioles | 54            | 107           | 0.335         | 34½           | 34–46         | 20–61         |

| División Oeste     | División Oeste | División Oeste | División Oeste | División Oeste | División Oeste | División Oeste |
| Equipo             | V              | D              | CTE            | JD             | LOCAL          | VISITA         |
| ------------------ | -------------- | -------------- | -------------- | -------------- | -------------- | -------------- |
| Oakland Athletics  | 104            | 58             | 0.642          | —              | 54–27          | 50–31          |
| Minnesota Twins    | 91             | 71             | 0.562          | 13             | 47–34          | 44–37          |
| Kansas City Royals | 84             | 77             | 0.522          | 19½            | 44–36          | 40–41          |
| California Angels  | 75             | 87             | 0.463          | 29             | 35–46          | 40–41          |
| Chicago White Sox  | 71             | 90             | 0.441          | 32½            | 40–41          | 31–49          |
| Texas Rangers      | 70             | 91             | 0.435          | 33½            | 38–43          | 32–48          |
| Seattle Mariners   | 68             | 93             | 0.422          | 35½            | 37–44          | 31–49          |

Liga Nacional  
| División Este         | División Este | División Este | División Este | División Este | División Este | División Este |
| Equipo                | V             | D             | CTE           | JD            | LOCAL         | VISITA        |
| --------------------- | ------------- | ------------- | ------------- | ------------- | ------------- | ------------- |
| New York Mets         | 100           | 60            | 0.625         | —             | 56–24         | 44–36         |
| Pittsburgh Pirates    | 85            | 75            | 0.531         | 15            | 43–38         | 42–37         |
| Montreal Expos        | 81            | 81            | 0.500         | 20            | 43–38         | 38–43         |
| Chicago Cubs          | 77            | 85            | 0.475         | 24            | 39–42         | 38–43         |
| St. Louis Cardinals   | 76            | 86            | 0.469         | 25            | 41–40         | 35–46         |
| Philadelphia Phillies | 65            | 96            | 0.404         | 35½           | 38–42         | 27–54         |

| División Oeste       | División Oeste | División Oeste | División Oeste | División Oeste | División Oeste | División Oeste |
| Equipo               | V              | D              | CTE            | JD             | LOCAL          | VISITA         |
| -------------------- | -------------- | -------------- | -------------- | -------------- | -------------- | -------------- |
| Los Angeles Dodgers  | 94             | 67             | 0.584          | —              | 45–36          | 49–31          |
| Cincinnati Reds      | 87             | 74             | 0.540          | 7              | 45–35          | 42–39          |
| San Diego Padres     | 83             | 78             | 0.516          | 11             | 47–34          | 36–44          |
| San Francisco Giants | 83             | 79             | 0.512          | 11½            | 45–36          | 38–43          |
| Houston Astros       | 82             | 80             | 0.506          | 12½            | 44–37          | 38–43          |
| Atlanta Braves       | 54             | 106            | 0.338          | 39½            | 28–51          | 26–55          |

## Postemporada
|  | Campeonato de la Liga | Campeonato de la Liga | Campeonato de la Liga |   |    | Serie Mundial     | Serie Mundial | Serie Mundial |
|  |                       |                       |                       |   |    |                   |               |               |
|  | Este                  | Boston Red Sox        | 0                     |   |    |                   |               |               |
|  | Oeste                 | Oakland Athletics     | 4                     |   |    |                   |               |               |
|  |                       |                       |                       |   | AL | Oakland Athletics | 1             |               |
|  |                       | NL                    | Los Angeles Dodgers   | 4 |    |                   |               |               |
|  | Este                  | New York Mets         | 3                     |   |    |                   |               |               |
|  | Oeste                 | Los Angeles Dodgers   | 4                     |   |    |                   |               |               |

|                                          |
| Campeón Los Angeles Dodgers Sexto Título |

## Líderes de la liga

### Liga Americana
Líderes de Bateo 
| Categoría           | Jugador          | Equipo | Marca |
| ------------------- | ---------------- | ------ | ----- |
| Porcentaje de bateo | Wade Boggs       | BOS    | .366  |
| Cuadrangulares      | José Canseco     | OAK    | 42    |
| Carreras Impulsadas | José Canseco     | OAK    | 124   |
| Carreras Anotadas   | Wade Boggs       | BOS    | 128   |
| Hits                | Kirby Puckett    | MIN    | 234   |
| Robo de Bases       | Rickey Henderson | NYY    | 93    |

Líderes de Pitcheo 
| Categoría         | Jugador          | Equipo | Marca |
| ----------------- | ---------------- | ------ | ----- |
| Victorias         | Frank Viola      | MIN    | 24    |
| Derrotas          | Bert Blyleven    | MIN    | 17    |
| ERA               | Allan Anderson   | MIN    | 2.45  |
| Ponches           | Roger Clemens    | BOS    | 291   |
| Entradas Lanzadas | Dave Stewart     | OAK    | 275.2 |
| Juegos salvados   | Dennis Eckersley | OAK    | 45    |

### Liga Nacional
Líderes de Bateo 
| Categoría           | Jugador           | Equipo | Marca |
| ------------------- | ----------------- | ------ | ----- |
| Porcentaje de bateo | Tony Gwynn        | SDP    | .313  |
| Cuadrangulares      | Darryl Strawberry | NYM    | 39    |
| Carreras Impulsadas | Kevin Mitchell    | SFG    | 109   |
| Carreras Anotadas   | Brett Butler      | SFG    | 109   |
| Hits                | Andrés Galarraga  | MON    | 184   |
| Robo de Bases       | Vince Coleman     | STL    | 81    |

Líderes de Pitcheo 
| Categoría         | Jugador                      | Equipo  | Marca |
| ----------------- | ---------------------------- | ------- | ----- |
| Victorias         | Orel Hershiser Danny Jackson | LAD CIN | 23    |
| Derrotas          | Tom Glavine                  | ATL     | 17    |
| ERA               | Joe Magrane                  | STL     | 2.18  |
| Ponches           | Nolan Ryan                   | HOU     | 228   |
| Entradas Lanzadas | Orel Hershiser               | LAD     | 267   |
| Juegos salvados   | John Franco                  | CIN     | 39    |